# ジェレミー・クリスティー
ジェレミー・ジョン・クリスティー（Jeremy John Christie、1983年5月22日 - ）は、ニュージーランド出身の同国代表サッカー選手。

## 経歴
1999年、バーンズリーFCからデビュー。数クラブを経て、2007-08シーズンにシェーン・スメルツやグレン・モスらニュージーランド代表選手と共にウェリントン・フェニックスFCに移籍。
2010年、ワールドカップ南アフリカ大会の代表メンバー入りへアピールする為にレギュラーとしてプレー出来るチームを探し、1月21日にUSSF2部・FCタンパベイと契約。同年のシーズン開幕戦・クリスタルパレス・ボルチモア戦でチームデビューし、決勝ゴールのアシストを記録した。しかし、2011年は股関節手術の為シーズンのほとんどを棒に振ってしまい、同年限りで退団した。
ニュージーランド代表では1999年のU-17世界選手権を初め各年代別代表を経験、A代表には2005年6月9日のオーストラリア戦でデビュー。ワールドカップ南アフリカ大会ではスロバキア戦、イタリア戦の2試合に出場した。

## 代表歴

### 出場大会
- 1999 FIFA U-17世界選手権
- OFCネイションズカップ2008
- FIFAコンフェデレーションズカップ2009
- 2010 FIFAワールドカップ

### 試合数
- 国際Aマッチ 27試合 1得点（2005年-2013年）[2]

| ニュージーランド代表 | 国際Aマッチ | 国際Aマッチ |
| 年                   | 出場        | 得点        |
| -------------------- | ----------- | ----------- |
| 2005                 | 1           | 0           |
| 2006                 | 7           | 0           |
| 2007                 | 4           | 0           |
| 2008                 | 3           | 1           |
| 2009                 | 5           | 0           |
| 2010                 | 6           | 0           |
| 2011                 | 0           | 0           |
| 2012                 | 0           | 0           |
| 2013                 | 1           | 0           |
| 通算                 | 27          | 1           |

### 得点
| #  | 開催年月日    | 開催地                            | 対戦国           | 勝敗  | 試合概要                  |
| -- | ------------- | --------------------------------- | ---------------- | ----- | ------------------------- |
| 1. | 2008年9月10日 | オークランド（ ニュージーランド） | ニューカレドニア | ○ 3-0 | OFCネイションズカップ2008 |